# Colloquium Mathematicum
Colloquium Mathematicum is een internationaal, aan collegiale toetsing onderworpen wetenschappelijk tijdschrift op het gebied van de wiskunde. De naam wordt in literatuurverwijzingen meestal afgekort tot Colloq. Math. Het wordt uitgegeven door het Mathematisch Instituut van de Poolse Academie van Wetenschappen en verschijnt 8 keer per jaar. Het tijdschrift is opgericht in 1947 onder de naam Colloquium Mathematicae. Het publiceerde oorspronkelijk in het Frans; tegenwoordig is het Engelstalig.